# Pokožnica
Pokožnica, povrhnjica  ali vrhnjica (lat. epidermis) je zgornji sloj kože. Ščiti globlje dele kože in notranjost telesa pred škodljivimi vplivi zunanjega okolja.
Debelina povrhnjice se giblje od 31,2 μm na penisu do 596,6 μm na podplatu stopala, večina pa je debela približno 90 μm, pri čemer so razlike med spoloma minimalne. S starostjo se debelina manjša.
V povrhnjiici ni krvnih in limfnih žil. Hranilne snovi in kisik dobiva z difuzijo iz usnjice. Zgrajena je iz večskladnega ploščatega epitelja (epidermalnih celic - keratinocite in korneocite) in medceličnine.
Ploščati epitelj je sestavljen iz petih plasti:
- rožena plast (lat. stratum corneum),
- svetla plast (lat. stratum lucidum) (samo na dlaneh in podplatih),
- zrnata plast (lat. stratum granulosum),
- trnasta plast (lat. stratum spinosum),
- zarodna plast (lat. stratum basale).

Ploščati epitelj služi kot mejna plast med telesom in zunanjim okoljem, preprečuje vdor patogenov in regulira količino vode, ki prehaja skozi kožo.
1. ↑  Lintzeri, D. A.; Karimian, N.; Blume-Peytavi, U.; Kottner, J. (2022-08). »Epidermal thickness in healthy humans: a systematic review and meta-analysis«. Journal of the European Academy of Dermatology and Venereology: JEADV. Zv. 36, št. 8. str. 1191–1200. doi:10.1111/jdv.18123. ISSN 1468-3083. PMID 35366353. {{navedi revijo}}: Preveri datumske vrednosti v: |date= (pomoč)